# Arminghall
Arminghall – wieś w Anglii, w hrabstwie Norfolk, w dystrykcie South Norfolk. Leży 6 km na południe od Norwich i 156 km na północny wschód od Londynu.